# رود کراس (نیجریه)

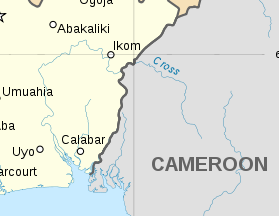
رود کراس که از میان کامرون و نیجریه می‌گذرد.

رود کراس (نام اصلی: اویونو) رودخانه اصلی در جنوب شرقی نیجریه است که نام خود را به ایالت کراس ریور داده‌است. این رود از کامرون سرچشمه می‌گیرد.
شاخهٔ اصلی رود کراس، رود آلوما است که از ایالت بنوئه می‌آید تا با رود کراس در ایالت کراس ریور ادغام شود. ایالت کراس ریور با یک بزرگراه اصلی به ایالت مجاور، ایالت اکوا ایبوم متصل است. فاصلهٔ بین اورون و کالابار ۲۱ کیلومتر (۱۳ مایل) با قایق و حدود ۲۰۰ کیلومتر (۱۲۰ مایل) از طریق جاده است. جمعیت حاشیهٔ رود کراس پایین به‌طور سنتی از حمل و نقل آبی استفاده می‌کنند و کالابار از دیرباز دارای یک بندر بزرگ دریایی در رود کالابار است. پل ایتو بر روی رود کراس، در امتداد بزرگراه ایتو به کالابار قرار دارد و گزارش شده‌است که یکی از دستاوردهای برجستهٔ دولت یعقوب گون است که در سال ۱۹۷۵ تکمیل شد.
رود کراس، مرزی را بین دو ناحیه بوم‌شناختی جنگل‌های گرمسیری تشکیل می‌دهد. میانگین بارندگی سالانه از ۱٬۷۶۰ میلی‌متر در قسمت شمالی ایالت تا ۳٬۱۰۰ میلی‌متر در قسمت جنوبی متغیر است (WSSSRP II 2016).

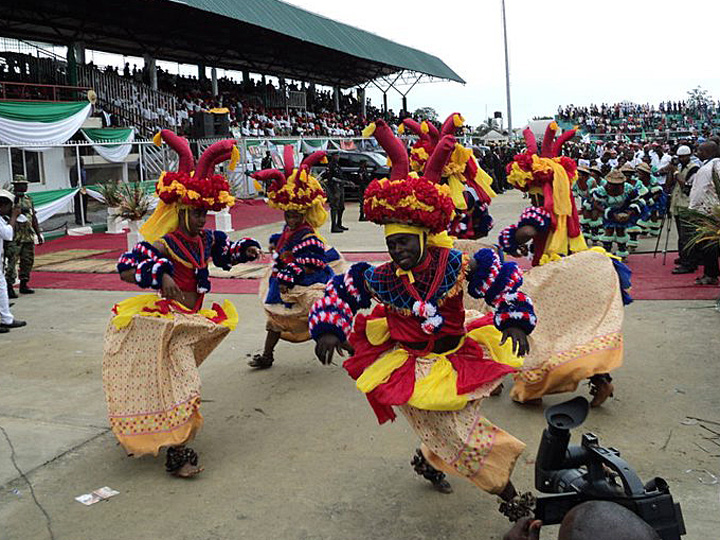
رقصندگان با لباس ایالت کراس ریور